# سقوط الرقة (2013-2014)
سقوط مدينة الرقة السورية بيد داعش، سلسلة من التحركات أدت لسيطرة التنظيم على المدينة ومن ثم كامل محافظة الرقة جرت بين عامي 2013 و2014 م.

## خلفية تاريخية
في الرابع من آذار/مارس 2013 أسقط المئات من سكان مدينة الرقة (شمال سورية) تمثال الرئيس السابق حافظ الأسد في ساحة الاطفائية وسط المدينة، كان ذلك إعلانا بسقوط المدينة في يد المعارضة المسلحة، لتصبح أول مركز محافظة يخرج عن سيطرة الحكومة.
جاء سقوط الرقة مباغتا فالمدينة التي كانت تضم قرابة 240 ألف نسمة، جذبت 800 ألف نازح بسبب استقرار الأوضاع فيها.
شاركت في معارك السيطرة على الرقة فصائل عدة داخل الجيش السوري الحر أو خارجه من هذه الفصائل: أحرار الشام، كتائب الفاروق، لواء الناصر صلاح الدين، لواء ثوار الرقة وجبهة النصرة وغيرها.
وفي الوقت الذي تقاسمت فيه الفصائل السيطرة على مفاصل المدينة، ظهرت تنسيقيات شبابية ومجالس محلية لملء الفراغ الهائل في أجهزة الدولة وتشكلت مجموعات مدنية لتنظيم حركة المرور، وضمان عودة المدارس، والإشراف على حملات النظافة. بدا وكأن كل شيء يسير على ما يرام.

## التسلسل الزمني

### خلط الأوراق
منذ نهاية سنة 2012، حاول أبو بكر البغدادي، زعيم ما كان يعرف حينها بتنظيم «دولة العراق الإسلامية»، توسعة نفوذه في سورية وضمّ جبهة النصرة تحت قيادته.
وبمجرد استقرار الأوضاع في الرقة سارع البغدادي، في 9 نيسان/أبريل 2013، إلى الإعلان في تسجيل صوتي أن «جبهة النصرة» في سورية ليست إلا امتدادا لـ«دولة العراق الإسلامية»، مؤكدا أنه قرر دمج التنظيمين معا تحت اسم جديد هو «الدولة الإسلامية في العراق والشام» (داعش).
لم يتأخر رد قائد جبهة النصرة، الجولاني وفي أقل من 36 ساعة أعلن رفضه لقرار البغدادي، مؤكدا أن تنظيمه سيبقى مستقلا.
لكن هذا لم يحل دون أن تفقد جبهة النصرة الكثير من أعضائها لصالح التنظيم الجديد، كما فقدت مصادر مهمة من مصادر تمويلها بهذه الطريقة صار لداعش موطئ قدم في الرقة ومقاتلون ومقرات وحواجز عسكرية كانت إلى وقت قريب تتبع لجبهة النصرة.

### داعش يتغول
تحوّل داعش في وقت سريع إلى التنظيم الأقوى في المدينة، مستفيدا من انضمام أغلب مقاتلي النصرة إليه ومن الدعم الذي يأتيه من العراق وشرع في التوسع على حساب باقي الفصائل، كما أطلق يد مقاتليه -الذين تميزوا بارتداء اللثام حينها- من أجل فرض قوانينه الصارمة على سكان المدينة.
ونفّذ داعش، خلال الفترة بين أيار/مايو وتموز/يوليو 2013، سلسلة اختطافات استهدفت أهم قادة الحراك المدني: المحامي ورئيس المجلس الأعلى لمحافظة الرقة الذي شُكل بعد التحرير عبد الله الخليل، الناشط فراس الحاج صالح، الأب باولو دالوليو، الإعلامي إبراهيم الغازي.. وغيرهم.
دفع هذا الوضع العديد من الشباب إلى الهرب نحو مدينة أورفا التركية، ليتم إسكات صوت النشطاء المدنيين نهائيا، حاول سكان الرقة الرد بالتظاهر أمام مقرات التنظيم، لكن دون جدوى.

### الضربة القاضية
وقفت الفصائل المسلحة عاجزة أمام تقدم داعش الذي بدأ في الاستيلاء على مقراتها واحدا تلو الآخر، فيما انسحبت جبهة النصرة إلى مدينة الطبقة (55 كم غرب الرقة) وفي منتصف آب/أغسطس 2013، نفذ داعش هجوما استعراضيا ألقى الرعب في قلوب باقي الفصائل، عندما نجح في تدمير مقر تنظيم «لواء أحفاد الرسول» بالكامل عبر سيارة مفخخة، قبل أن ينجح أيضا في الإيقاع بأمير النصرة في الرقة أبي سعد الحضرمي وإعدامه.
بحلول كانون الثاني/يناير 2014، تحولت المواجهات المنفردة بين داعش والفصائل إلى حرب مفتوحة انتهت بانتصار داعش بعد معارك ضارية لمدة ثمانية أيام استعان فيها التنظيم بمقاتليه القادمين من العراق، أجبرت في نهايتها الفصائل على الانسحاب من المدينة.
وفي 14 كانون الثاني 2014، فرض تنظيم الدولة الإسلامية في العراق والشام سيطرته على كامل مدينة الرقة للمرة الأولى، وكان ناشطون معارضون قد أعلنوا قيام تنظيم داعش بإعدام حوالي 100 مقاتل من جبهة النصرة وحركة أحرار الشام في اليوم السابق.
بعد الإطاحة بالفصائل المسلحة، حوّل داعش وجهته نحو آخر المواقع العسكرية التي تحصنت بها بقايا الجيش السوري وهي: مقر الفرقة 17 خارج المدينة وسيطر عليه في تموز/يوليو 2014، مقر اللواء 93 في عين عيسى واستولى عليه في 7 آب/أغسطس 2014، وأخيرا مطار الطبقة العسكري في 24 من الشهر نفسه، ليتمكن من بسط سيطرته الكاملة على الرقة.